# Плейт, Фил
Филлип Кэри Плейт (так же известен, как The Bad Astronomer; 30 сентября 1964) — американский астроном, скептик, писатель и популяризатор науки, блогер. Плейт работал в команде, которая занималась космическим телескопом Хаббл, обрабатывал и классифицировал изображения астрономических объектов, а также принимал участие в популяризации миссий НАСА в обществе. Автор книг Плохая астрономия (англ. Bad Astronomy) и Смерть с небес. Наука о конце света.
Снялся в нескольких научных документальных фильмах, в том числе в Плохая вселенная Фила Плейта (англ. Phil Plait's Bad Universe) на Discovery Channel.
С августа 2008 года по 2009 год, Фил Плейт занимал пост президента в организации Фонд Джеймса Рэнди.

## Ранние годы
Плейт вырос в Вашингтоне (округ Колумбия). По собственному утверждению, он заинтересовался астрономией очень рано. Когда ему было около пяти лет его отец принёс домой телескоп. Как вспоминает сам Плейт: «Он направил его на Сатурн той ночью. Один взгляд и всё, меня зацепило».

## Карьера

### Исследования
В 1990-е гг. Плэйт работал с COBE и позже был частью команды телескопа Хаббл в Центре космических полётов Годдарда NASA, в основном работая с изображениями спектрографа телескопа Хаббл. В 1995 году он опубликовал наблюдения за кольцами околозвёздного материала вокруг сверхновой (SN 1987A), что привело к дальнейшему изучению механизмов взрыва в коллапсирующем ядре сверхновых. Работа Плейта с Грейди и др. привела к представлению изображений в высоком разрешении изолированных звёздных объектов (включая AB Возничего и HD 163296) с телескопа Хаббл среди первых записей. Эти исследования были использованы в дальнейших исследованиях свойств и структуры тусклых, молодых звёзд умеренного размера, называемых Звёздами Хербинга, которые также подтвердили наблюдения Грейди и соавторов.

### Просветительская деятельность
После того, как Плейт внёс свой вклад в науку, его внимание переключилось на просветительскую деятельность. Он продолжил осуществлять веб-связь с общественностью для проекта GLAST и других, финансируемых НАСА миссий, также как и для университета Сонома в 2000—2007 гг.. В 2001 г. он выступил соавтором документа о повышении доступности астрономических образовательных ресурсов и программ.
В 2023 году опубликовал научно-популярную книгу Under Alien Skies: A Sightseer's Guide to the Universe, посвященную мысленным экспериментам, описывающим, как человек воспринимал бы окружающую среду и небесные явления, находясь на различных астрономических объектах Солнечной системы и за её пределами.